# March (cràter)
March és un cràter d'impacte en el planeta Mercuri de 83 km de diàmetre. Porta el nom del poeta valencià Ausiàs March (1397-1459), i el seu nom va ser aprovat per la Unió Astronòmica Internacional el 1979.